# Сен-Пьер, Ким
Ким Сен-Пье́р (фр. Kim St-Pierre; род. 14 декабря 1978, Шатоге, Квебек) — канадская хоккеистка, вратарь. Трёхкратная олимпийская чемпионка 2002, 2006 и 2010 годов, пятикратная чемпионка мира.

## Хоккейная карьера
Ким Сен-Пьер защищала ворота женской сборной Канады на Олимпийских играх в Солт-Лейк-Сити, Турине и Ванкувере и трижды завоевала золотые медали. Сен-Пьер принадлежит несколько вратарских рекордов в международном женском хоккее, в частности по количеству побед, количеству «сухих» матчей и показателю надёжности.
23 октября 2008 года Ким, которая выступала за женскую команду «Монреаль Старз», приняла участие в тренировке клуба НХЛ «Монреаль Канадиенс». Она заменила основного вратаря «Канадиенс» Кэри Прайса, пропускавшего занятие из-за болезни. Ким Сен-Пьер — вторая женщина в истории Национальной хоккейной лиги, выходившая на лёд вместе с мужчинами; первой была Манон Реом (тоже голкипер). В 1992 году Реом подписала профессиональный контракт с «Тампа Бэй Лайтнинг» и играла в выставочных матчах.